# Grupo 2 de Astronautas da NASA

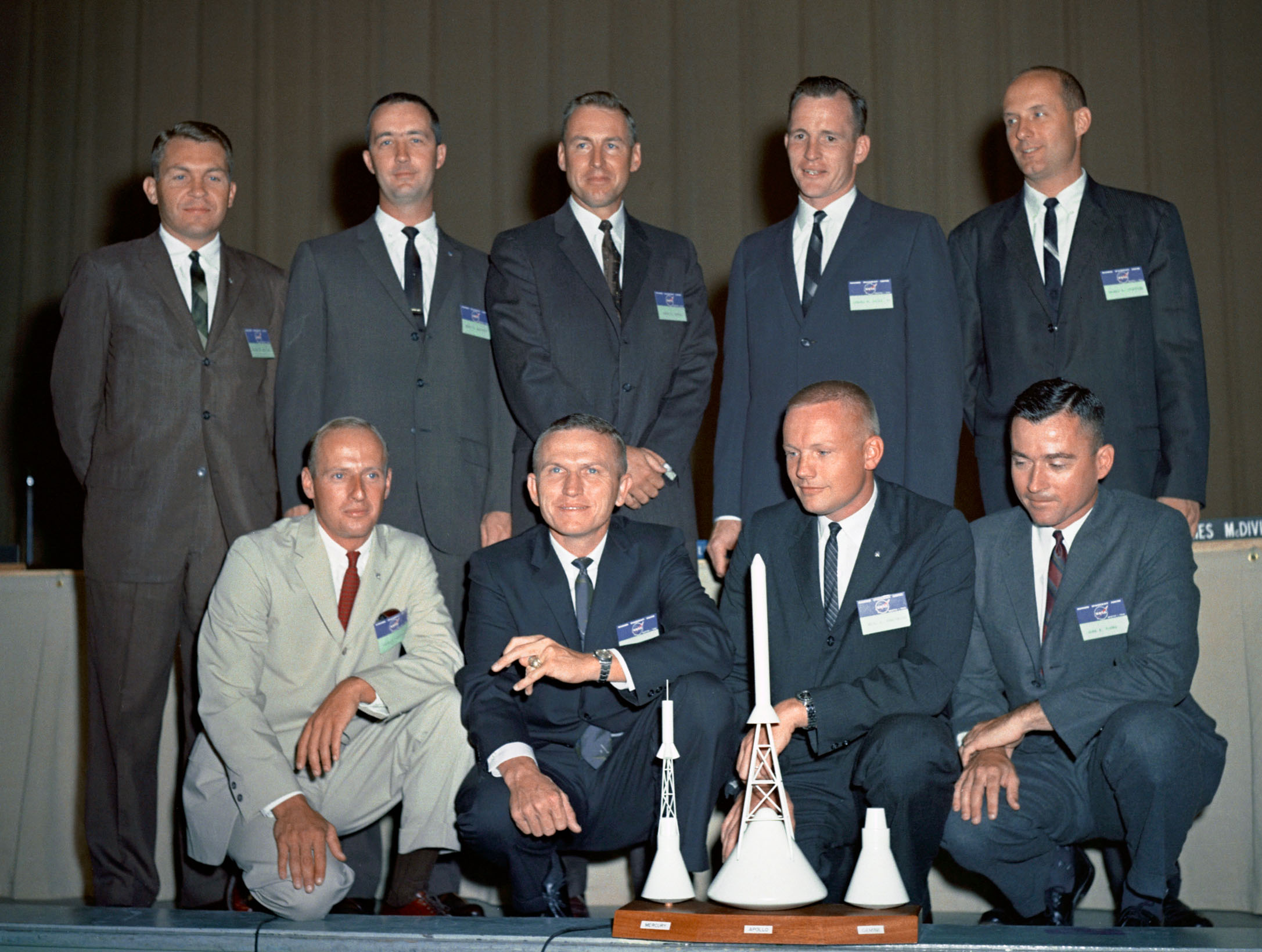
Os astronautas em 17 de setembro de 1962 junto com miniaturas das espaçonaves Mercury, Gemini e Apollo. Em pé: See, McDivitt, Lovell, White e Stafford. Agachados: Conrad, Borman, Armstrong e Young.

O Grupo 2 de Astronautas da NASA, também chamado de Novos Nove, Próximos Nove ou Nove Bacanas, foi um grupo de astronautas selecionado pela Administração Nacional da Aeronáutica e Espaço (NASA) para integrarem o programa espacial dos Estados Unidos. Foi o segundo grupo de astronautas da NASA e foram anunciados no dia 17 de setembro de 1962. Os nove eram Neil Armstrong, Frank Borman, Pete Conrad, Jim Lovell, James McDivitt, Elliot See, Thomas Stafford, Edward White e John Young. Seus membros voaram nos programas Gemini, Apollo e Ônibus Espacial.
A necessidade de um segundo grupo de astronautas a fim de complementar os Sete Originais veio com o anúncio do Projeto Gemini em preparação para o Programa Apollo. Seu processo de seleção começou em abril de 1962. Os critérios foram alterados, passando a exigir um diploma universitário e grande experiência como pilotos de teste em aeronaves a jato. Ao todo, 253 candidaturas foram recebidas, com esse número sendo reduzido  pelo painel de seleção para 32. Estes passaram por exames médicos, testes e entrevistas, com nove candidatos sendo escolhidos para tornarem-se astronautas.
O Grupo 2 foi considerado como o melhor já escolhido pela NASA, com seus membros tendo realizando ao todo 25 voos espaciais, comandado dezoito missões e estado presente em todos os lançamentos do Projeto Gemini. Além disso, seis voaram para a Lua, Lovell e Young duas vezes, com Armstrong, Conrad e Young caminhando sobre sua superfície. Sete foram premiados com a Medalha de Honra Espacial do Congresso, a mais alta condecoração por mérito espacial dos Estados Unidos. O grupo também incluía os dois primeiros astronautas civis da NASA, Armstrong e See.

## Antecedentes
O lançamento em 4 de outubro de 1957 do Sputnik 1, o primeiro satélite artificial da história, pela União Soviética em meio à Guerra Fria iniciou uma competição tecnológica e ideológica contra os Estados Unidos que ficou conhecida como Corrida Espacial. Tal demonstração aparente da inferioridade tecnológica norte-americana causou um choque e temor profundo no povo dos Estados Unidos. O presidente norte-americano Dwight D. Eisenhower, em resposta ao que ficou conhecido como a Crise do Sputnik, decidiu criar uma nova agência espacial civil, a Administração Nacional da Aeronáutica e Espaço (NASA), com o objetivo de supervisionar o programa espacial dos Estados Unidos. O Grupo de Tarefas Espaciais (STG) do Centro de Pesquisa Langley em Hampton, Virgínia, criou o primeiro programa espacial tripulado norte-americano, o Projeto Mercury. A seleção dos primeiros astronautas, chamados de "Sete da Mercury" ou "Sete Originais", foram anunciados em 9 de abril de 1959.
O STG estava confiante em 1961 que o Projeto Mercury tinha superado suas dificuldades iniciais e que os Estados Unidos tinham superado a União Soviética como o país mais avançado no espaço, mesmo com nenhum lançamento tripulado tendo ocorrido até então. O STG começou a considerar a Mercury Marco II, o sucessor com dois tripulantes da espaçonave Mercury original. Entretanto, esta confiança foi despedaçada em 12 de abril de 1961 quando os soviéticos lançaram a Vostok 1 tripulada com o cosmonauta Iuri Gagarin, que tornou-se o primeiro humano no espaço e o primeiro a orbitar a Terra. Em resposta, o presidente John F. Kennedy anunciou em 25 de maio de 1961 um objetivo mais ambicioso: um pouso tripulado na Lua até o final da década. Este esforço já tinha um nome: Programa Apollo. O conceito da Mercury II não foi abandonado; Robert Gilruth, o diretor da STG, anunciou sua existência em 7 de dezembro de 1961 e o nomeou oficialmente de Projeto Gemini em 3 de janeiro de 1962.
A NASA anunciou formalmente em 18 de abril de 1962 que estava aberta para receber candidaturas para um novo grupo de astronautas que iriam ajudar os Sete Originais com o Projeto Mercury e se juntariam a eles nos voos do Projeto Gemini, que se iniciaria logo depois. Foi antecipado que esses novos candidatos também comandariam missões Apollo. Diferentemente da seleção do primeiro grupo, que foi realizada totalmente em segredo, esta seleção foi amplamente divulgada pela mídia, com anúncios públicos e os critérios mínimos sendo repassados para empresas de aeronaves, agências governamentais e para Sociedade de Pilotos de Teste Experimentais.

## Critérios
Os critérios mínimos de seleção estalecidos pelo STG para os possíveis candidatos eram: serem pilotos de teste experientes com pelo menos 1500 horas de voo na função, terem se formado de uma escola militar de pilotos de teste ou terem uma experiência equivalente na função trabalhando para a NASA ou para alguma indústria de aeronaves, terem voado em aviões a jato de alta performance, terem conquistado um diploma em engenharia ou em ciências físicas ou biológicas, serem cidadãos norte-americanos, terem no máximo 35 anos de idade, uma altura máxima de 1,83 metros e terem sido recomendados por um empregador anterior.
Estes critérios diferiam em vários aspectos daqueles aplicados na seleção do primeiro grupo de astronautas. O requerimento de altura foi relaxado um pouco pois esperava-se que a espaçonave Gemini fosse mais espaçosa que a Mercury; isto permitiu que Thomas Stafford fosse elegível. Um diploma universitário passou a ser uma exigência, porém ele poderia ser de alguma ciência biológica. Pilotos de teste civis passaram a ser elegíveis, porém a necessidade de experiência em jatos de alta performance favorecia aqueles com experiência recente, além de pilotos de caça sobre aqueles com experiência em vários tipos de motores diferentes. A mudança mais importante foi a diminuição da idade limite de quarenta para 35 anos. Isto ocorreu porque o Projeto Mercury era uma empreitada de curta-duração, enquanto o Programa Apollo deveria continuar até pelo menos o final da década. Estas mudanças impediram que o painel simplesmente escolhesse outro grupo dos finalistas recusados dos Sete Originais.
Ao mesmo tempo, a aviadora Jerrie Cobb estava defendendo que mulheres recebessem permissão para tornarem-se astronautas, pois um grupo de treze mulheres tinham sido aprovadas nos mesmos testes médicos aplicados nos astronautas dos Sete da Mercury. As mulheres não eram impedidas de se candidatarem, porém o requerimento de experiência como piloto de teste em aeronaves a jato praticamente as excluía. James Webb, o Administrador da NASA, disse para a imprensa que "Não acho que devemos ficar ansiosos para colocar em órbita uma mulher ou qualquer outra pessoa de uma raça ou credo em particular apenas para o propósito de colocá-los lá".

## Seleção
A Marinha e o Corpo de Fuzileiros Navais submeteram os nomes de todos os seus pilotos que se encaixavam nos critérios, porém a Força Aérea realizou seu próprio processo interno de seleção e submeteram apenas onze candidatos. A Força Aérea os fez passar por um breve curso de treinamento em maio, ensinando-os como falar e portar-se durante o processo de seleção da NASA. Os candidatos chamaram isso de "escola de charme". O general Curtis LeMay, Chefe do Estado-Maior da Força Aérea, afirmou para eles: "Há muitas pessoas que vão dizer que, se forem aceitos pela NASA, vocês estão deserdando a Força Aérea. Bom, eu sou o Chefe da Força Aérea e quero que vocês saibam que eu quero vocês nesse programa. Quero que sejam bem-sucedidos nele, e essa é sua missão da Força Aérea. Não posso pensar em nada mais importante".
Ao todo, 253 candidaturas foram recebidas até a data limite, 1º de junho de 1962. Neil Armstrong enviou a sua uma semana depois, porém Walter C. Williams, diretor adjunto do Grupo de Tarefas Espaciais, queria que ele participasse, assim fez com que Richard Day, secretário do painel de seleção, passasse seu nome para a pilha de candidaturas enviadas na data. Paul Bikle, diretor do Centro de Pesquisa de Voo da NASA, recusou-se a recomendar Armstrong porque tinha reservas sobre sua performance.

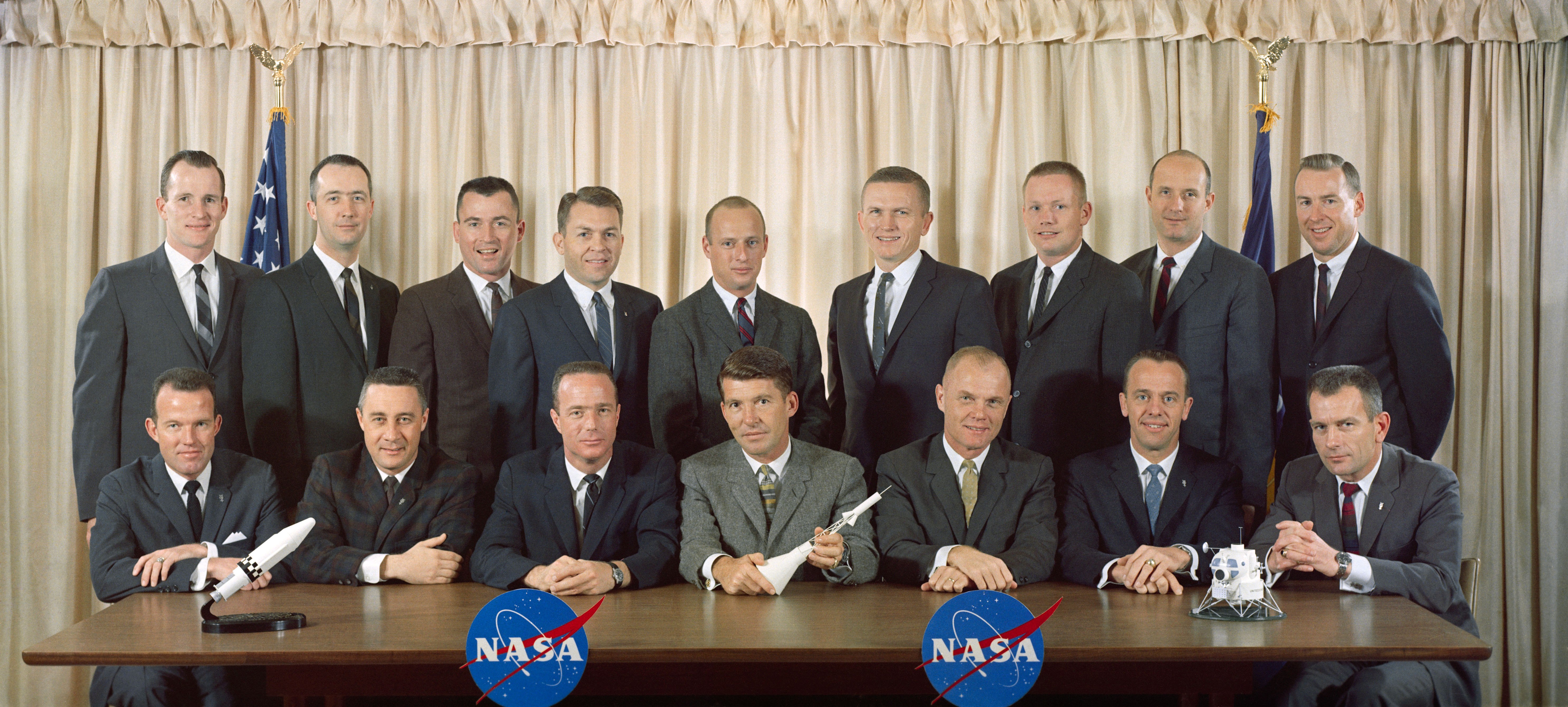
Os dois primeiros grupos de astronautas da NASA. O Grupo 1 está sentado na frente e o Grupo 2 está em pé atrás

O painel de seleção era formado pelos astronautas Alan Shepard e Donald Slayton, e o piloto de teste Warren J. North da NASA, apesar de Williams ter participado de algumas sessões. O número de candidatos foi reduzido para 32, dos quais esperavam selecionar entre cinco e dez. O processo de pré-seleção da Força Aérea aparentemente foi bem-sucedido, com nove de seus onze candidatos sendo escolhidos como finalistas; Joe Engle, um dos rejeitados, foi depois selecionado astronauta no Grupo 5 em 1966. Do resto, treze eram da Marinha, quatro dos Fuzileiros Navais e seis civis. Quatro também tinham sido finalistas da seleção do Grupo 1: Pete Conrad, Jim Lovell, John Mitchell e Robert Solliday. Lovell não tinha sido selecionado por uma alta contagem de bilirrubina em seu sangue.
Os finalistas foram enviados para a Base Aérea Brooks em San Antonio, Texas, para passarem por exames médicos. Estes testes foram praticamente os mesmos que aqueles aplicados para os Sete Originais. Descobriu-se que um dos candidatos, o tenente-comandante Carl Birdwell, era cinco centímetros mais alto do que o permitido, sendo assim eliminado. Outros quatro foram eliminados a partir de exames de ouvido, nariz e garganta. Os 27 restantes foram para a Base Aérea Ellington perto de Houston, onde o Centro de Espaçonaves Tripuladas estava sendo estabelecido. Eles foram entrevistados individualmente pelo painel de seleção.
Nove candidatos foram escolhidos e seus nomes enviados para Gilruth para aprovação. Slayton informou cada um por telefone em 14 de setembro. Todos chegaram em Houston no dia seguinte. Eles se hospedaram no Rice Hotel sob o nome de Max Peck, seu gerente-geral, com o objetivo de não chamarem a atenção da mídia. A imprensa lotou o Auditório Cullen na Universidade de Houston em 17 de setembro para o anúncio oficial, porém o evento foi menos chamativo do que a revelação dos Sete Originais.
Assim como havia acontecido com aqueles rejeitados na seleção do Grupo 1, muitos dos finalistas rejeitados do Grupo 2 tiveram carreiras de destaque. William E. Ramsey tornou-se vice-almirante da Marinha, enquanto Kenneth Weir foi major-general do Corpo de Fuzileiros Navais. Quatro tornaram-se astronautas da NASA por meio de seleções posteriores: Alan Bean, Michael Collins e Richard Gordon no Grupo 3 em 1963, e John Swigert no Grupo 5 de 1966.

## Demográficos
Os nove astronautas eram Neil Armstrong, Frank Borman, Pete Conrad, Jim Lovell, James McDivitt, Elliot See, Thomas Stafford, Edward White e John Young. Conrad, Lovell e Young eram da Marinha; Borman, McDivitt, Stafford e White eram da Força Aérea; enquanto Armstrong e See eram os primeiros civis escolhidos pela NASA. Todos eram homens, brancos, casados e com uma média de dois filhos cada. Sua idade média era de 32,5 anos, que era dois anos mais novos do que os Sete Originais na época da seleção destes. Eles tinham uma média de 2 800 horas de voo cada, 1 900 delas em jatos. Isso era setecentas horas de voo a menos que os astronautas do Grupo 1, porém eram duzentas horas a mais em jatos. Seu peso médio também era um pouco maior; 73,3 quilogramas comparados a 72 quilogramas.
Todos tinham uma educação universitária. Três possuíam mestrados: Borman um metrado de ciências em engenharia aeronáutica pelo Instituto de Tecnologia da Califórnia, See um pela Universidade da Califórnia em Los Angeles e White tinha um pela Universidade de Michigan. Armstrong, Conrad, McDivitt e Young possuíam diplomas de engenharia, enquanto Lovell e Stafford tinham diplomas de ciência pela Academia Naval dos Estados Unidos. Seu QI médio era de 132,1 na Escala de Inteligência Wechsler para Adultos. Borman e McDivitt também estavam entre os primeiros formandos da Escola de Pesquisa Aeroespacial de Pilotos da Força Aérea.

## Astronautas
| Imagem | Nome                | Nascimento             | Falecimento             | Carreira | refs                 |
| ------ | ------------------- | ---------------------- | ----------------------- | --- | -------------------- |
|        | Neil A. Armstrong   | 5 de agosto de 1930    | 25 de agosto de 2012    | Nascido em Wapakoneta, Ohio, entrou na Marinha em 1949 e lutou na Guerra da Coreia. Deixou a Marinha em 1952 e formou-se na Universidade Purdue em 1955 com um bacharelato de engenharia aeroespacial. No mesmo ano tornou-se piloto de teste para a NACA. Fez seu primeiro voo espacial em março de 1966 como comandante da Gemini VIII, realizando a primeira acoplagem espacial da história, porém a missão foi abortada por falha nos propulsores. Voltou para o espaço em julho de 1969 como comandante da Apollo 11, quando pilotou a primeira alunissagem tripulada da história e tornou-se o primeiro homem a pisar na superfície da Lua. Se aposentou da NASA em 1971, depois servindo nas comissões de inquérito dos acidentes da Apollo 13 e do ônibus espacial Challenger. | [ 33 ] [ 36 ]        |
|        | Frank F. Borman II  | 14 de março de 1928    |                         | Nascido em Gary, Indiana, formou-se em 1950 com um bacharelato na Academia Militar dos Estados Unidos e entrou na Força Aérea. Conquistou um mestrado em engenharia aeroespacial no Instituto de Tecnologia da Califórnia em 1957. Cursou em 1960 a Escola Experimental de Pilotos de Teste da Força Aérea e depois na Escola de Pilotos de Pesquisa Aeroespaciais. Fez seu primeiro voo espacial em dezembro de 1965 na Gemini VII, passando duas semanas no espaço e realizando um encontro com a Gemini VI-A. Foi o representante dos astronautas na comissão de inquérito do incêndio da Apollo 1. Fez seu segundo e último voo espacial em dezembro de 1968 como comandante da Apollo 8, a primeira missão a orbitar a Lua. Se aposentou em 1970 da NASA e da Força Aérea. | [ 33 ] [ 37 ]        |
|        | Charles Conrad Jr.  | 2 de junho de 1930     | 8 de julho de 1999      | Nascido na Filadélfia, Pensilvânia, formou-se na Universidade de Princeton em 1953 com um bacharelato em engenharia aeroespacial e entrou na Marinha. Formou-se da Escola de Pilotos de Teste Navais em 1958. Foi para o espaço a primeira vez por oito dias em agosto de 1965 como piloto da Gemini V, estabelecendo em setembro seguinte o recorde de altura orbital como comandante da Gemini XI. Tornou-se a terceira pessoa a pisar na Lua em novembro de 1969 como comandante da Apollo 12. Também foi comandante da Skylab 2 em maio de 1973, passando 28 dias no espaço e realizando grandes reparos na estação espacial Skylab. Se aposentou da NASA e da Marinha pouco depois no mesmo ano. | [ 33 ] [ 37 ] [ 38 ] |
|        | James A. Lovell Jr. | 25 de março de 1928    |                         | Nascido em Cleveland, Ohio, formou-se na Academia Naval dos Estados Unidos em 1952 e entrou na Marinha. Tornou-se piloto de teste em 1958 depois de cursar a Escola de Pilotos de Teste Navais. Fez seu primeiro voo espacial em dezembro de 1965 como piloto da Gemini VII, passando duas semanas no espaço e realizando um encontro com a Gemini VI-A. Voltou ao espaço em novembro de 1966 como comandante da Gemini XII, o último voo tripulado do Projeto Gemini. Depois foi piloto do módulo de comando da Apollo 8, a primeira missão a orbitar a Lua. Tornou-se em abril de 1970 a primeira pessoa a ir ao espaço quatro vezes como comandante da Apollo 13, porém a alunissagem foi abortada por uma explosão nos tanques de oxigênio. Se aposentou da NASA e da Marinha em 1973. | [ 33 ] [ 39 ]        |
|        | James A. McDivitt   | 10 de junho de 1929    | 13 de outubro de 2022   | Nascido em Chicago, Illinois, entrou para a Força Aérea em 1951 e lutou na Guerra da Coreia. Formou-se engenheiro aeroespacial em 1959 pela Universidade de Michigan e no mesmo ano tornou-se piloto de teste após finalizar a Escola Experimental de Pilotos de Teste da Força Aérea, no ano seguinte completando a Escola de Pilotos de Pesquisa Aeroespaciais. Foi para o espaço pela primeira vez em junho de 1965 como comandante da Gemini IV. Voltou ao espaço em março de 1969 como comandante da Apollo 9, o primeiro voo tripulado do módulo de comando e serviço e do módulo lunar juntos. Depois foi nomeado Gerente de Operações de Alunissagem e Gerente do Programa da Espaçonave Apollo entre 1969 e 1972. Se aposentou da NASA e Força Aérea no mesmo ano. | [ 33 ] [ 40 ]        |
|        | Elliot M. See Jr.   | 23 de julho de 1927    | 28 de fevereiro de 1966 | Nascido em Dallas, Texas, formou-se em 1949 da Academia da Marinha Mercante com um bacharelato em engenharia marítima e foi comissionado na Reserva Naval. Entrou no mesmo ano para a General Electric. Serviu ativamente na Marinha entre 1953 e 1956 até retornar para a General Electric como piloto de teste. Conquistou um mestrado em engenharia pela Universidade da Califórnia em Los Angeles em 1962. Foi nomeado comandante da Gemini IX, porém morreu em um acidente aéreo quatro meses antes. | [ 33 ] [ 41 ]        |
|        | Thomas P. Stafford  | 17 de setembro de 1930 |                         | Nascido em Weatherford, Oklahoma, formou-se da Academia Naval dos Estados Unidos em 1952 e entrou para a Força Aérea. Tornou-se piloto de teste em 1958 depois de completar a Escola Experimental de Pilotos de Teste da Força Aérea. Fez sua primeira viagem espacial em dezembro de 1965 como piloto da Gemini VI-A, em que realizou um encontro orbital com a Gemini VII. Depois foi em maio de 1969 o comandante da Apollo 10, a segunda missão tripulada a orbitar a Lua e a primeira a operar o módulo lunar em órbita lunar. Depois atuou como Chefe do Escritório dos Astronautas entre 1969 e 1971. Foi para o espaço uma terceira vez em julho de 1975 como comandante da parte norte-americana da Apollo–Soyuz, a primeira missão espacial conjunta entre Estados Unidos e União Soviética. Se aposentou da NASA no mesmo ano e da Força Aérea em 1979. | [ 33 ] [ 42 ]        |
|        | Edward H. White II  | 14 de novembro de 1930 | 27 de janeiro de 1967   | Nascido em San Antonio, Texas, formou-se em 1952 na Academia Militar dos Estados Unidos com um bacharelato e entrou da Força Aérea. Conquistou um mestrado em engenharia aeroespacial em 1959 da Universidade de Michigan. Cursou no mesmo ano a Escola Experimental de Pilotos de Teste da Força Aérea e começou a atuar como piloto de teste. Fez seu único voo espacial em junho de 1965 como piloto da Gemini IV, em que tornou-se o primeiro norte-americano a realizar uma atividade extraveicular. Foi designado piloto do módulo de comando da Apollo 1, porém morreu em um incêndio dentro da cápsula espacial um mês antes do lançamento. | [ 33 ] [ 43 ]        |
|        | John W. Young       | 24 de setembro de 1930 | 5 de janeiro de 2018    | Nascido em São Francisco, Califórnia, formou-se no Instituto de Tecnologia da Geórgia em 1952 com um bacharelato em engenharia aeroespacial. Entrou na Marinha no mesmo ano e cursou a Escola de Pilotos de Teste Navais em 1959. Foi ao espaço pela primeira vez em março de 1965 como piloto da Gemini III, a primeira missão tripulada do Projeto Gemini. Em seguida foi comandante da Gemini X em julho de 1966. Foi depois em maio de 1969 o piloto do módulo de comando da Apollo 10, a segunda missão tripulada a orbitar a Lua e a primeira a operar o módulo lunar em órbita lunar. Voltou para a Lua em abril de 1972 no comando da Apollo 16, tornando-se a nona pessoa a pisar na superfície lunar. Trabalhou como Chefe do Escritório dos Astronautas de 1974 a 1987 e se aposentou da Marinha em 1976. Em abril de 1981 comandou a STS-1, o primeiro voo espacial do Programa Ônibus Espacial. Foi a primeira pessoa a viajar ao espaço seis vezes em novembro de 1983, quando comandou a STS-9, a primeira missão Spacelab. Se aposentou da NASA em 2004. | [ 33 ] [ 44 ]        |

## Treinamento
Os novos astronautas ficaram conhecidos como os Próximos Nove ou os Novos Nove. Eles se mudaram para a área de Houston em outubro de 1962. A maioria compraram terrenos e construíram suas casas em Nassau Bay, um novo desenvolvimento ao leste do Centro de Espaçonaves Tripuladas. Conrad e Lovell construíram casas em Timber Cove, ao sul. Os desenvolvedores de Nassau Bay e Timber Cove ofereceram hipotecas aos astronautas com pequenos adiantamentos e baixas taxas de juros. O complexo do Centro de Espaçonaves Tripuladas ainda não estava finalizado, assim a NASA alugou temporariamente escritórios em Houston. Marge Slayton, a esposa de Slayton, e Susan Borman, esposa de Borman, organizaram o Clube das Esposas dos Astronautas, seguindo as mesmas linhas dos Clubes das Esposas de Oficiais que existiam em muitas bases militares. Como Slayton era o encarregado das atividades dos astronautas, Marge foi considerada equivalente a uma esposa do oficial comandante. As nove famílias eram convidados de honra das festas da sociedade de Houston, como aquelas organizadas pela socialite Joanne Herring, com as esposas tendo recebido vales de compra de uma loja de departamento de luxo, equivalente a mais de oito mil dólares em valores atuais, vindos de uma fonte anônima.

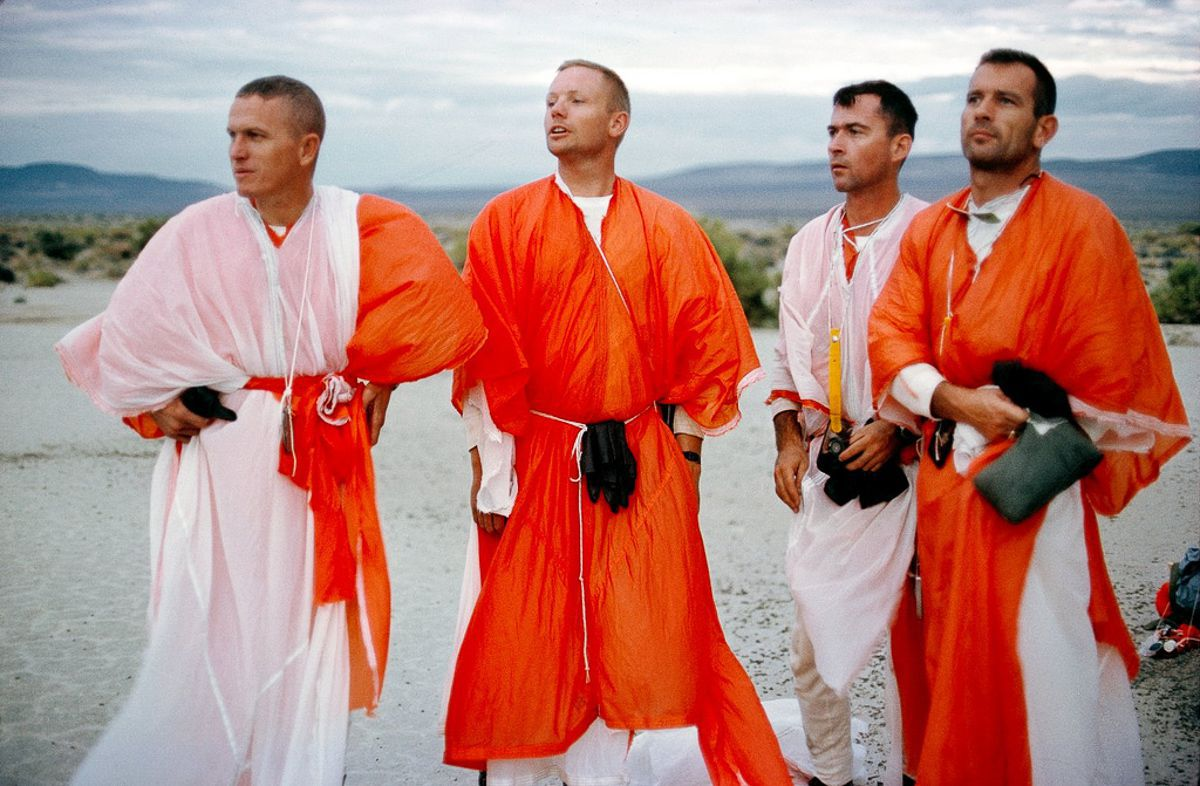
Borman, Armstrong, Young e Slayton em um treinamento de sobrevivência no deserto em agosto de 1964

Henry Batten, um advogado, concordou em negociar junto com a Field Enterprises um acordo com os astronautas para a publicação de suas histórias pessoais, semelhante como os Sete da Mercury tinham chegado a um acordo com a revista Life. Houve certa inquietação, assim como tinha acontecido com o acordo da Life, sobre se era apropriado para os astronautas se beneficiarem de uma fama criada pelo governo, porém John Glenn interveio e conversou sobre a questão pessoalmente com Kennedy, que aprovou o acordo. Os acordos com a Field e a Time Life renderam aos nove o equivalente a 137 mil dólares em valores atuais anualmente pelos quatro anos seguintes, também proporcionando a todos apólices de seguro de vida equivalentes a 845 mil dólares. Companhias seguradoras tradicionais teriam cobrado deles valores exorbitantemente elevados devido a natureza perigosa do trabalho de astronauta.
Slayton, por estar ocupado com o Projeto Gemini, delegou a tarefa de supervisionar os treinamentos do Grupo 2 para seu colega astronauta Gus Grissom. Cada um dos nove inicialmente teve quatro meses de aulas sobre assuntos como propulsão de naves espaciais, astrodinâmica, astronomia, informática e medicina espacial. As aulas ocorriam duas vezes por semana e duravam seis horas, com todos os astronautas dos dois grupos precisando comparecer. Houve também familiarização com a espaçonave Gemini, com os foguetes Atlas e Titan II, e com o Veículo Alvo Agena. Treinamentos de sobrevivência na selva foram realizados na Escola de Sobrevivência Tropical da Força Aérea na Estação Aérea Albrook no Panamá, sobrevivência no deserto em Base Aérea Stead em Nevada e sobrevivência aquática na Estação Aeronaval de Pensacola na Flórida.
Cada um dos nove, seguindo o precedente dos astronautas do Grupo 1, foram designados para uma área especial para desenvolverem especialização a ser compartilhada com os outros, além de proporcionar a visão dos astronautas para os engenheiros e projetistas. Armstrong ficou responsável pelos treinamentos e simulações, Borman pelos propulsores, Conrad pela disposição da cabine e sistemas de integração, Lovell pelos sistemas de resgate, McDivitt pelos sistemas de orientação, See pelos sistemas elétricos e planejamento de missão, Stafford pelos sistemas de comunicação, White pelos sistemas de controle de voo e Young pelos sistemas de controle ambiental e trajes espaciais.

## Legado

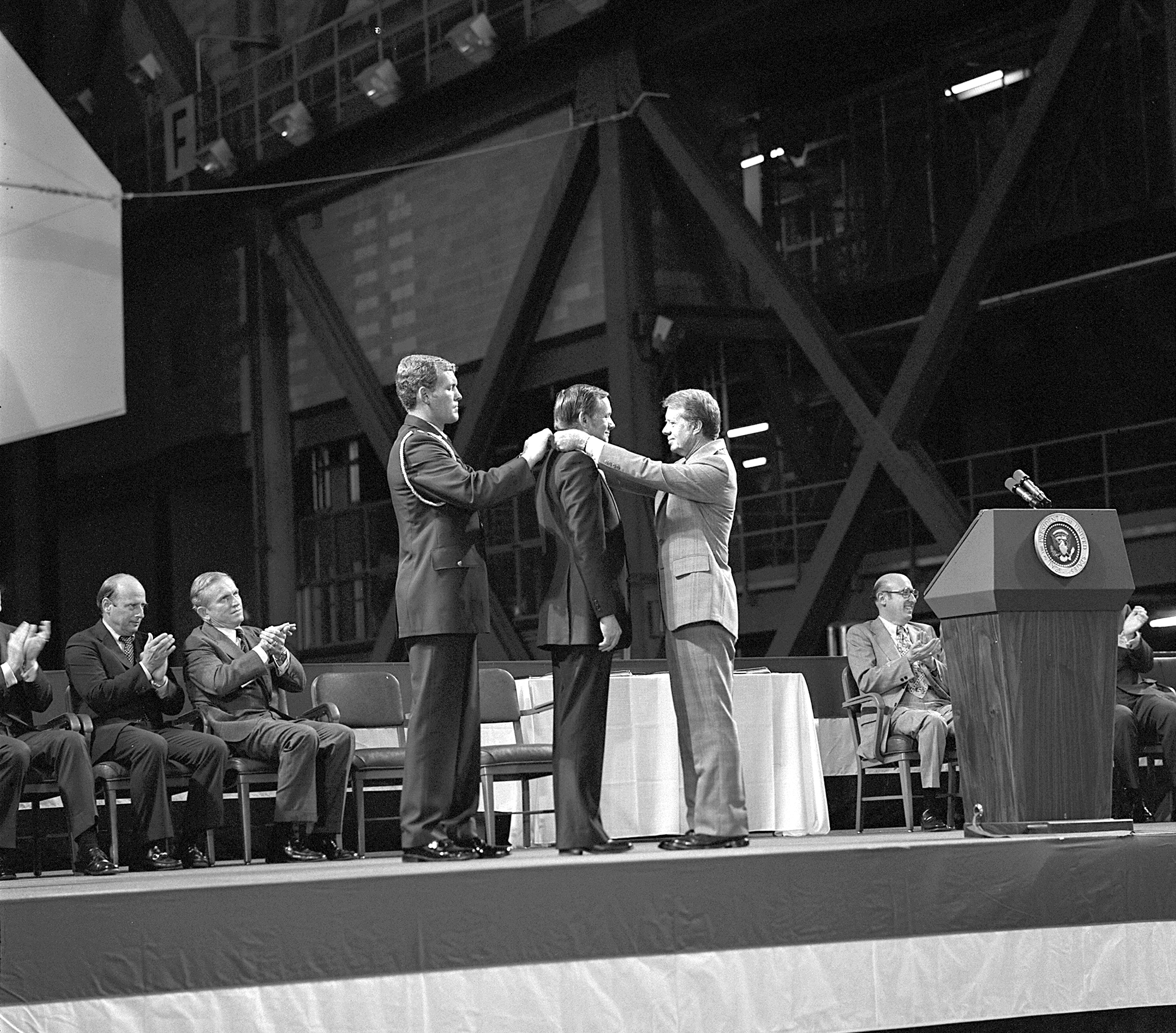
Armstrong sendo condecorado pelo presidente Jimmy Carter com a Medalha de Honra Espacial em 1978. Conrad e Borman estão à esquerda.

O astronauta Michael Collins afirmou que, em sua opinião, "este grupo de nove foi o melhor que a NASA já escolheu, melhor que os sete que os precederam, e melhor que os catorze, cinco, dezenove, onze e sete que se seguiram". Slayton achou o mesmo, descrevendo o Grupo 2 como "provavelmente o melhor grupo no geral já montado". Sua maior deficiência era que eles eram muito poucos. Slayton avaliou o cronograma das missões Apollo e calculou que até catorze tripulações de três astronautas poderiam ser necessárias, porém os dezesseis astronautas na época podiam preencher apenas cinco tripulações. Apesar de considerar o cronograma otimista, ele não desejava que uma escassez de astronautas fosse o motivo do atraso do cronograma, assim propôs que o processo de recrutamento de outro grupo começasse. A NASA anunciou em 5 de junho de 1963 que estava procurando entre dez a quinze novos astronautas.
Os nove também tiveram carreiras ilustres como astronautas. Com a exceção de See e White, que morreram em um acidente aéreo e no incêndio da Apollo 1, respectivamente, todos comandaram missões Gemini e Apollo. Seis voaram para a Lua, Lovell e Young duas vezes, com Armstrong, Conrad e Lovell tendo caminhado sobre sua superfície. Sete foram condecorados com a Medalha de Honra Espacial do Congresso por seu serviço, bravura e sacrifício: Armstrong por comandar a Apollo 11, a primeira alunissagem; Borman por comandar a Apollo 8, a primeira missão tripulada a ir para a Lua; Conrad por comandar a Skylab 2, tendo salvado a estação danificada; Lovell por comandar a Apollo 13; Stafford por comandar a Apollo–Soyuz, o primeiro projeto espacial conjunto entre Estados Unidos e União Soviética; White postumamente pela Apollo 1; e Young por ter comandado a STS-1, a primeira missão do Ônibus Espacial.